# William George Horner

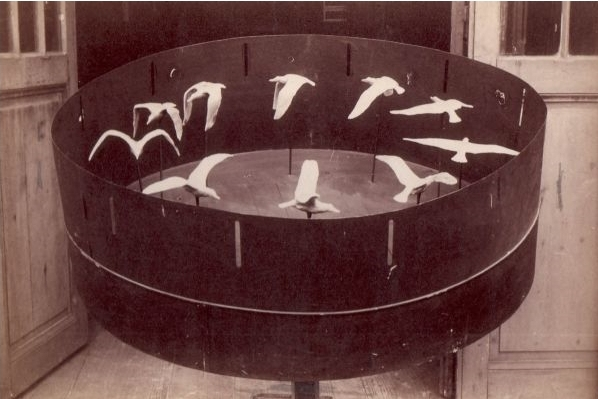
Zoetrop – urządzenie patentu Hornera

William George Horner (ur. 1786 w Bristolu, zm. 22 września 1837 w Bath) – brytyjski matematyk i nauczyciel, dyrektor szkoły w Bath. Zajmował się algebrą, geometrią i optyką.
Znany jest przede wszystkim z wkładu do algebry. Podał w niej schemat szybkiego obliczania wartości wielomianów, umożliwiający też:
- dzielenie takich funkcji przez niektóre dwumiany;
- przybliżanie miejsc zerowych[1][2].

Oprócz tego w 1834 roku opatentował zoetrop.

## Życiorys
W wieku 16 lat był asystentem nauczyciela w szkole w Bristolu, 4 lata później został dyrektorem a następnie w 1809 założył własną szkołę w Bath.